# Faye (Loir-et-Cher)
Faye – miejscowość i gmina we Francji, w Regionie Centralnym, w departamencie Loir-et-Cher.
Według danych na rok 1990 gminę zamieszkiwały 152 osoby, a gęstość zaludnienia wynosiła 17 osób/km² (wśród 1842 gmin Centre, Faye plasuje się na 985. miejscu pod względem liczby ludności, natomiast pod względem powierzchni na miejscu 1208.).